# 2013. évi nyári európai ifjúsági olimpiai fesztivál
A 2013. évi nyári európai ifjúsági olimpiai fesztivál, hivatalos nevén a XII. nyári európai ifjúsági olimpiai fesztivál egy több sportot magába foglaló nemzetközi sportesemény, melyet 2013. július 14. és július 19. között rendeztek Utrechtben, Hollandiában. A versenyt Vilmos Sándor holland király nyitotta meg. Az esemény nagykövete Edith Bosch holland európai és világbajnok, illetve olimpiai ezüstérmes cselgáncsozó volt.

## A versenyek helyszínei
- Jaarbeurs csarnok - a kézilabda, a röplabda és a cselgáncs versenyeket bonyolították itt le.
- Het Lint - egy kerékpárút a város nyugati részén, a Maximaparkban. A kerékpárversenyek színhelye volt.
- Galgenwaard stadion - az FC Utrecht labdarúgócsapat stadionja. A torna versenyszámainak adott helyet. Továbbá itt tartották a nyitó és záróünnepségeket.
- Maarschalkersweerd atlétikai pálya - az atlétikai versenyszámokat rendezték itt.
- Den Hommel teniszpark - a teniszversenyek színhelye.
- De Krommerijn uszoda - egy új létesítmény mely az úszó versenyszámoknak adott otthont.
- Olympos sportközpont - a kosárlabda mérkőzéseinek a helyszíne.
- Olimpiai falu - három helyszínen alakították ki: az NH Hotel Utrecht épületében, az utrechti egyetemi kollégiumban illetve a Tudományok parkjában (De Uithof).

## Részt vevő nemzetek
Az alábbi 49 nemzet képviseltette magát a sporteseményen:
- Albánia
- Andorra
- Ausztria
- Azerbajdzsán
- Belgium
- Bosznia-Hercegovina
- Bulgária
- Ciprus
- Csehország
- Dánia
- Észtország
- Fehéroroszország
- Finnország
- Franciaország
- Görögország
- Grúzia
- Hollandia
- Horvátország
- Izland
- Izrael
- Írország
- Lengyelország
- Lettország
- Liechtenstein
- Litvánia
- Luxemburg
- Észak-Macedónia
- Magyarország
- Málta
- Moldova
- Monaco
- Montenegró
- Egyesült Királyság
- Németország
- Norvégia
- Olaszország
- Oroszország
- Örményország
- Portugália
- Románia
- San Marino
- Spanyolország
- Svájc
- Svédország
- Szerbia
- Szlovákia
- Szlovénia
- Törökország
- Ukrajna

## Versenyszámok
| Versenyszámok a 2013. évi európai nyári ifjúsági olimpiai fesztiválon |       |     |        |          |
| Sportág, szakág                                                       | férfi | női | vegyes | összesen |
| Atlétika                                                              | 18    | 18  |        | 36       |
| Cselgáncs                                                             | 8     | 7   |        | 15       |
| Kerékpározás                                                          | 2     | 2   |        | 4        |
| Kézilabda                                                             | 1     | 1   |        | 2        |
| Kosárlabda                                                            | 1     | 1   |        | 2        |
| Röplabda                                                              | 1     | 1   |        | 2        |
| Tenisz                                                                | 2     | 2   |        | 4        |
| Torna                                                                 | 8     | 6   |        | 14       |
| Úszás                                                                 | 15    | 15  | 2      | 32       |
|                                                                       |       |     |        |          |
| Összesen                                                              | 56    | 53  | 2      | 111      |

## Menetrend
A 2013. évi nyári európai ifjúsági olimpiai fesztivál menetrendje:
| ● | Nyitóünnepség | ● | Versenynapok | ● | Döntők | ● | Záróünnepség |

| Július              | 14 | 15 | 16 | 17 | 18 | 19 | Versenyszámok |
| ------------------- | -- | -- | -- | -- | -- | -- | ------------- |
| Ünnepségek          | ●  |    |    |    |    | ●  |               |
| Atlétika            |    | 3  | 6  | 6  | 11 | 10 | 36            |
| Cselgáncs           |    |    | 4  | 4  | 4  | 3  | 15            |
| Kerékpározás        |    |    | 2  |    | 2  |    | 4             |
| Kézilabda           |    |    |    |    |    | 2  | 2             |
| Kosárlabda          |    |    |    |    |    | 2  | 2             |
| Röplabda            |    |    |    |    |    | 2  | 2             |
| Tenisz              |    |    |    |    |    | 4  | 4             |
| Torna               |    |    | 1  | 1  | 2  | 10 | 14            |
| Úszás               |    |    | 6  | 11 | 4  | 11 | 32            |
| Összes aznapi döntő |    | 3  | 19 | 22 | 23 | 44 | 111           |

## A magyar érmesek
| Érem  | Versenyző | Sportág    | Versenyszám         |
| ----- | --- | ---------- | ------------------- |
| Arany | Halász Bence | Atlétika   | Kalapácsvetés       |
| Arany | Halász Bence | Atlétika   | Diszkoszvetés       |
| Arany | Bácskay Zsófia Matild | Atlétika   | Kalapácsvetés       |
| Arany | Tóth Lili Anna | Atlétika   | 2000 m akadályfutás |
| Arany | Pupp Réka | Cselgáncs  | 48 kg               |
| Arany | Matyasovszky Dalma | Úszás      | 100 m hát           |
| Arany | Matyasovszky Dalma | Úszás      | 200 m hát           |
| Arany | Szilvási Gréta | Úszás      | 200 m vegyes        |
| Ezüst | Ferenczi Melinda | Atlétika   | 200 m síkfutás      |
| Ezüst | Gercsák Szabina | Cselgáncs  | 63 kg               |
| Ezüst | Varga Dominik | Úszás      | 200 m hát           |
| Bronz | Szabó Dániel | Atlétika   | 100 m síkfutás      |
| Bronz | Weninger Virág Kuttor Enikő Kiss Virág Csilla Tóth Tímea Solymosi Noémi Bakó Patricia Dubei Debóra Nagy Dorottya Bach Boglárka Böröndy Dominika Studer Ágnes Aho Nina Daniella | Kosárlabda | Kosárlabda          |
| Bronz | Sztankovics Dóra | Úszás      | 400 m vegyes        |

## Éremtáblázat
| A 2013. évi európai nyári ifjúsági olimpiai fesztivál éremtáblázata | A 2013. évi európai nyári ifjúsági olimpiai fesztivál éremtáblázata | A 2013. évi európai nyári ifjúsági olimpiai fesztivál éremtáblázata | A 2013. évi európai nyári ifjúsági olimpiai fesztivál éremtáblázata | A 2013. évi európai nyári ifjúsági olimpiai fesztivál éremtáblázata | Olimpia  |
| ------------------------------------------------------------------- | ------------------------------------------------------------------- | ------------------------------------------------------------------- | ------------------------------------------------------------------- | ------------------------------------------------------------------- | -------- |
|                                                                     | Ország                                                              | Arany                                                               | Ezüst                                                               | Bronz                                                               | Összesen |
| 1.                                                                  | Oroszország                                                         | 30                                                                  | 14                                                                  | 12                                                                  | 56       |
| 2.                                                                  | Egyesült Királyság                                                  | 9                                                                   | 14                                                                  | 8                                                                   | 31       |
| 3.                                                                  | Franciaország                                                       | 9                                                                   | 6                                                                   | 7                                                                   | 22       |
| 4.                                                                  | Magyarország                                                        | 8                                                                   | 3                                                                   | 3                                                                   | 14       |
| 5.                                                                  | Olaszország                                                         | 7                                                                   | 3                                                                   | 12                                                                  | 22       |
| 6.                                                                  | Németország                                                         | 5                                                                   | 8                                                                   | 3                                                                   | 16       |
| 7.                                                                  | Hollandia                                                           | 4                                                                   | 7                                                                   | 9                                                                   | 20       |
| 8.                                                                  | Törökország                                                         | 4                                                                   | 2                                                                   | 7                                                                   | 13       |
| 9.                                                                  | Lengyelország                                                       | 4                                                                   | 2                                                                   | 2                                                                   | 8        |
| 10.                                                                 | Spanyolország                                                       | 3                                                                   | 4                                                                   | 11                                                                  | 18       |
| 11.                                                                 | Szlovénia                                                           | 3                                                                   | 0                                                                   | 8                                                                   | 11       |
| 12.                                                                 | Románia                                                             | 2                                                                   | 7                                                                   | 7                                                                   | 16       |
| 13.                                                                 | Grúzia                                                              | 2                                                                   | 3                                                                   | 3                                                                   | 8        |
| 14.                                                                 | Írország                                                            | 2                                                                   | 2                                                                   | 1                                                                   | 5        |
| 15.                                                                 | Svájc                                                               | 2                                                                   | 1                                                                   | 0                                                                   | 3        |
|                                                                     | Szlovákia                                                           | 2                                                                   | 1                                                                   | 0                                                                   | 3        |
| 17.                                                                 | Izrael                                                              | 2                                                                   | 0                                                                   | 2                                                                   | 4        |
| 18.                                                                 | Azerbajdzsán                                                        | 2                                                                   | 0                                                                   | 1                                                                   | 3        |
| 19.                                                                 | Belgium                                                             | 1                                                                   | 4                                                                   | 2                                                                   | 7        |
| 20.                                                                 | Finnország                                                          | 1                                                                   | 3                                                                   | 2                                                                   | 6        |
| 21.                                                                 | Fehéroroszország                                                    | 1                                                                   | 2                                                                   | 4                                                                   | 7        |
| 22.                                                                 | Csehország                                                          | 1                                                                   | 2                                                                   | 2                                                                   | 5        |
| 23.                                                                 | Dánia                                                               | 1                                                                   | 2                                                                   | 1                                                                   | 4        |
| 24.                                                                 | Montenegró                                                          | 1                                                                   | 1                                                                   | 1                                                                   | 3        |
|                                                                     | Norvégia                                                            | 1                                                                   | 1                                                                   | 1                                                                   | 3        |
| 26.                                                                 | Szerbia                                                             | 1                                                                   | 1                                                                   | 0                                                                   | 2        |
| 27.                                                                 | Litvánia                                                            | 1                                                                   | 0                                                                   | 1                                                                   | 2        |
|                                                                     | Svédország                                                          | 1                                                                   | 0                                                                   | 1                                                                   | 2        |
| 29.                                                                 | Ciprus                                                              | 1                                                                   | 0                                                                   | 0                                                                   | 1        |
| 30.                                                                 | Ukrajna                                                             | 0                                                                   | 6                                                                   | 8                                                                   | 14       |
| 31.                                                                 | Horvátország                                                        | 0                                                                   | 3                                                                   | 3                                                                   | 6        |
| 32.                                                                 | Ausztria                                                            | 0                                                                   | 2                                                                   | 2                                                                   | 4        |
| 33.                                                                 | Görögország                                                         | 0                                                                   | 2                                                                   | 1                                                                   | 3        |
| 34.                                                                 | Észtország                                                          | 0                                                                   | 2                                                                   | 0                                                                   | 2        |
| 35.                                                                 | Bosznia-Hercegovina                                                 | 0                                                                   | 1                                                                   | 1                                                                   | 2        |
|                                                                     | Moldova                                                             | 0                                                                   | 1                                                                   | 1                                                                   | 2        |
| 37.                                                                 | Bulgária                                                            | 0                                                                   | 1                                                                   | 0                                                                   | 1        |
| 38.                                                                 | Lettország                                                          | 0                                                                   | 0                                                                   | 1                                                                   | 1        |
|                                                                     |                                                                     |                                                                     |                                                                     |                                                                     |          |
| Összesen                                                            | Összesen                                                            | 111                                                                 | 111                                                                 | 128                                                                 | 350      |